# Папери Пандори
Папери Пандори (англ. Pandora Papers) — це витік майже 11,9 мільйона конфіденційних документів (що містять 2,9 терабайта даних), які були опубліковані Міжнародним консорціумом журналістів розслідувачів (ICIJ), починаючи з 3 жовтня 2021 року. Інформаційні організації ICIJ описали витік документа як наймасштабніше викриття фінансової таємниці, що містить документи, зображення, електронні листи та електронні таблиці від 14 компаній фінансових послуг у країнах, включаючи Панаму, Швейцарію та ОАЕ, перевершивши попередній випуск Панамських документів у 2016 році, які мали 11,5 млн конфіденційних документів. Під час публікації документів ICIJ заявили, що не вказують джерело документів.
Згідно з даними масшабного витоку документів Паперів Пандори, більше 10 українців приховують свої активи у Великій Британії через офшорні компанії, зокрема Володимир Зеленський, Сергій Шефір, Геннадій Боголюбов.